# USS Alabama (BB-60)
USS Alabama (BB-60) – amerykański pancernik typu South Dakota, nazwany od stanu Alabama.
Stępkę pancernika położono 1 lutego 1940 roku w stoczni Norfolk Naval Shipyard. Został zwodowany 16 lutego 1942, matką chrzestną była pani Lister Hill, żona starszego senatora (senior senator) z Alabamy. Okręt został przyjęty do służby 16 sierpnia 1942, z George'em B. Wilsonem na stanowisku dowódcy.
Okręt wziął udział w walkach II wojny światowej.

## Okręt muzeum

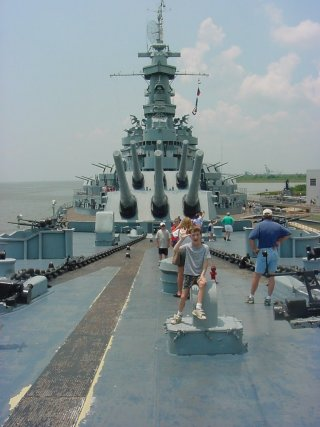
USS "Alabama" w roli okrętu-muzeum w Mobile, Alabama

Mieszkańcy stanu Alabama utworzyli "Stowarzyszenie Pancernika USS Alabama" (USS Alabama Battleship Commission), aby zebrać fundusze na stworzenie z pancernika "Alabama" okrętu-muzeum, który miał być pomnikiem mężczyzn i kobiet służących w czasie II wojny światowej. Okręt został przekazany organizacji 16 czerwca 1964, a formalnie przejęty 7 lipca 1964 w trakcie ceremonii w Seattle. "Alabama" został przeholowany na miejsce stałego pobytu do Mobile w stanie Alabama, gdzie dotarł 14 września 1964. Okręt został udostępniony zwiedzającym 9 stycznia 1965. W 1969 obok zakotwiczono okręt podwodny USS "Drum", ale w wyniku uszkodzeń, jakich doznał podczas huraganu Georges, został on przeniesiony na ląd i tam udostępniony zwiedzającym.
Odwiedzający mogą oglądać wnętrza wież artylerii głównej i dział przeciwlotniczych. Magazyn amunicyjny jest dostępny poprzez otwór wycięty w pokładzie (dostawiono tam schody umożliwiające zejście niżej)
"Alabama" jest okazjonalnie wykorzystywana jako schron w czasie huraganów. Podczas huraganu Katrina okręt odniósł uszkodzenia, co spowodowało ośmiostopniowy przechył i przesunięcie okrętu i przemieszczenie się ze stałego miejsca zakotwiczenia. Rodziny 18 pracowników muzeum były na pokładzie podczas huraganu. W czasie huraganu mocno uszkodzony został także Pawilon Lotniczy, co spowodowało zniszczenie trzech z kilku wystawianych tam samolotów. Pod koniec 2005 roku zniszczenia zostały oszacowane na 4 miliony dolarów. Muzeum zostało otwarte ponownie 9 stycznia 2006 roku, gdy okręt miał nadal trzystopniowy przechył. Obecnie dla zwiedzających udostępnione są trzy oznakowane trasy prowadzące przez wnętrze okrętu z wieloma ekspozycjami tematycznymi.

## Odznaczenia
Za swoją służbę w II wojnie światowej okręt otrzymał 9 odznaczeń battle star.

## W filmie
Film "Liberator" (Under Siege) z roku 1992, którego fabuła skoncentrowana jest wokół przejęcia przez terrorystów pancernika USS "Missouri" (BB-63), był kręcony na pokładzie USS "Alabama".

## Zobacz też

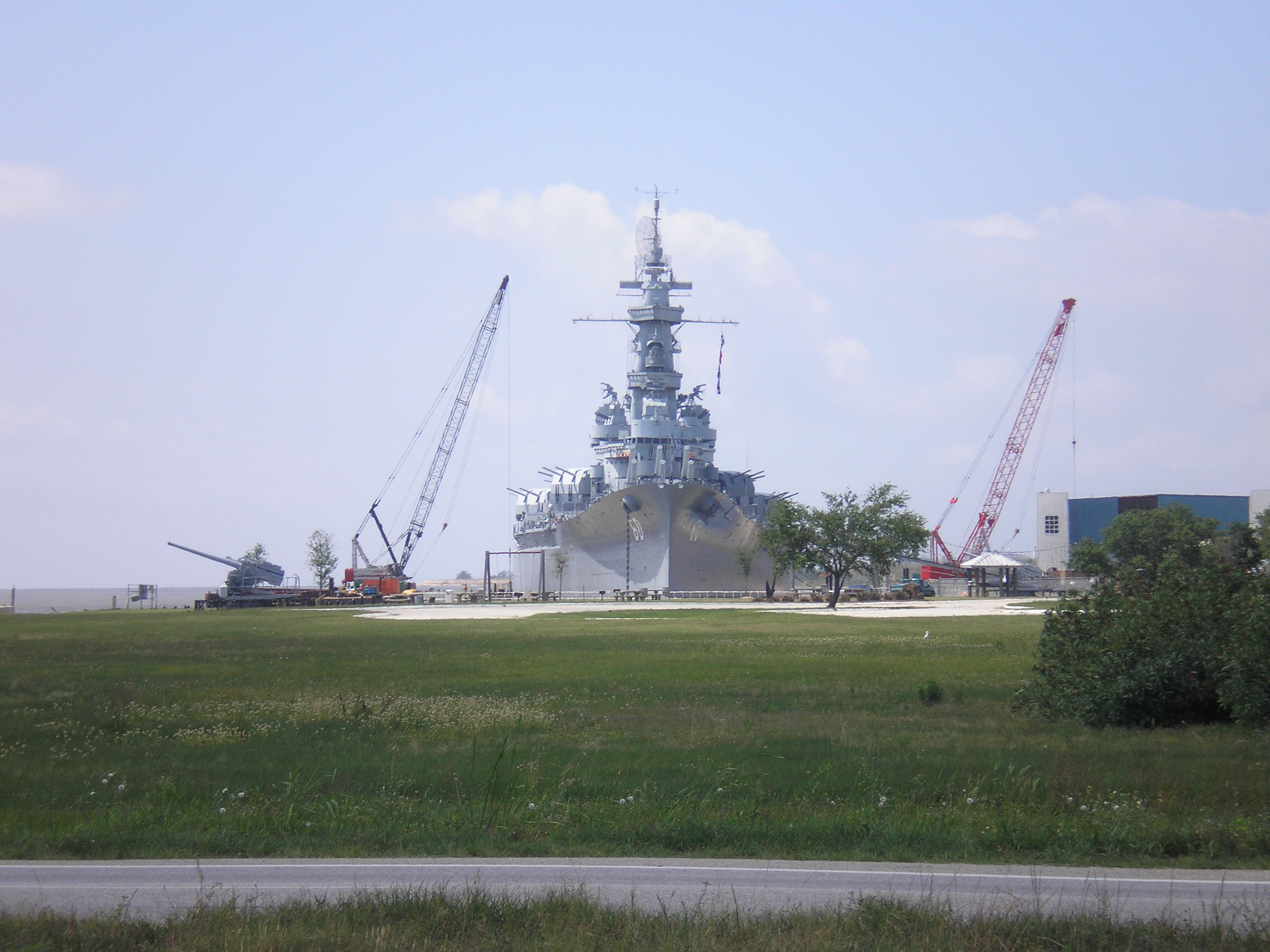
USS "Alabama" w miejscu stałego postoju 8 miesięcy po huraganie Katrina